# Рождество Богородично (Фурка)
„Рождество Богородично“, известна като „Света Богородица Мелети“ (на гръцки: Γέννηση της Θεοτόκου, Παναγία Μελέτη), е възрожденска православна църква, разположена в село Фурка на полуостров Касандра.
Църквата е разположена на североизток от селото и е от средата на XIX век. Има уникална за Халкидика архитектура – кръстокуполен храм с единични тухлени декорации по стените. Храмът е един от малкото примери за възрожденско пресъздаване на византийски модели в Южна Македония. След 1975 година храмът е ообновен, като архитектурната композиция е нарушена.
В 1986 година църквата е обявена за паметник на културата.